# Inés Joyes y Blake
Inés Joyes y Blake (Madrid, 27 de diciembre de 1731 – Vélez-Málaga, 1808) fue una traductora y escritora española de la Ilustración. Se dio a conocer en el ámbito de las letras con su traducción de la novela Rasselas, Príncipe de Abisinia, de Samuel Johnson. En su edición de esta obra incluye un texto propio, titulado Apología de las mujeres, que constituiría uno de los primeros ensayos feministas en España.

## Biografía
Nació en Madrid en una familia católica burguesa, de madre francesa, Agnes Joyce, y de padre irlandés, Patrick Joyce. Como muchas familias irlandesas instaladas en España en la época, la suya perteneció al mundo de la burguesía de negocios, haciendo fortuna en torno a las grandes ciudades y especialmente en la capital. Debió de tratarse de una familia con un cierto nivel cultural, y la posición social desahogada con la que contaban permitió a Inés acceder a una formación intelectual más profunda que la de la mayor parte de sus contemporáneas. Hablaba varios idiomas, entre ellos inglés, francés y español, y participó en tertulias y reuniones culturales que por aquel entonces organizaban los ilustrados.
En 1752 se casó con el comerciante Agustín Blake, pariente suyo por vía materna – hijo de una hermana de la abuela de Inés Joyes– y de quien adopta su apellido, en lo que fue un matrimonio concertado atendiendo al equilibrio social y conveniencia económica. El matrimonio tuvo nueve hijos, cinco varones y cuatro mujeres a lo largo de veinte años. Mantuvieron amplias relaciones familiares y con personas influyentes de la sociedad local. Sin embargo, a Joyes Blake no se le conocen actividades públicas más allá de sus responsabilidades familiares o de su implicación indirecta en los negocios. Primero se instalaron en Málaga y entre 1767 y 1771 en Vélez-Málaga, donde su marido tenía negocios en relación con las frutas, especialmente cítricos, de los que más tarde ella se haría cargo tras la muerte de este en 1782. Inés Joyes viviría en Málaga hasta su muerte en 1808.
Inés Joyes no perdió la vinculación con la cultura irlandesa y su lengua. Gracias a esto, en el año 1798 realizó la traducción del inglés de la novela filosófica Rasselas, Príncipe de Abisinia, de Samuel Johnson, siendo esta la primera vez que la obra se traducía al español. En ella Inés incluyó, además, un texto propio en forma de carta, la Apología de las mujeres, constituyendo la única de sus obras de que tenemos constancia. La obra está escrita en un lenguaje sencillo que se aleja de las enrevesadas fórmulas del ensayo que se estilaban por aquel entonces, siendo ella misma quien, varias veces, lo advierte a lo largo de su obra. En ella saca a relucir la situación de la mujer en la Ilustración en aspectos como la educación, la terrible ignorancia  a la que son sometidas las mujeres impartiéndoles una educación totalmente distinta a la de los hombres dirigida a las tareas del hogar. También hace hincapié en la diferente situación en la que llegan los hombres y las mujeres en el matrimonio y la desigualdad  entre ellos una vez casados. Por lo tanto, se puede resaltar como feminista moderna, que aborda desde muy temprano temas de índole de igualdad entre hombres y mujeres, con la excusa de escribir para sus hijas, siendo realmente discurso de feminismo para cualquier mujer.
En aquel momento tenía 67 años y representaba las ideas más avanzadas acerca de la mujer en la época de la Ilustración, formando parte de ese grupo de mujeres que en España y en Europa comenzaban a abrirse camino y a dejar en evidencia las desigualdades de género presentes en la sociedad occidental.
Sin embargo, la vida de Inés fue discreta, como la de tantas mujeres de su tiempo. Su traducción y obra pasaron desapercibidas y se han recuperado recientemente, cuando el análisis de su texto ha permitido ver la relevancia que éste pudo tener en el pensamiento feminista de su época.

## Obra y pensamiento

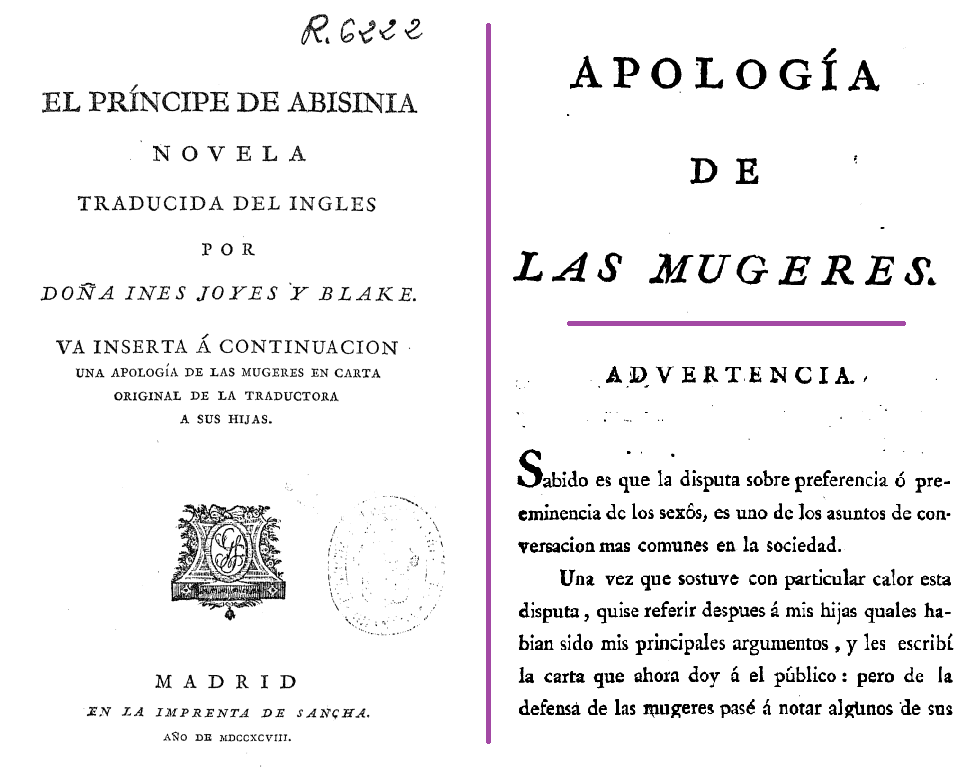
Portada de una novela traducida por Inés Joyes y Blake.

La Apología de las mujeres es un ensayo que dedicó a sus hijas y que escribió en modo epistolar como apéndice a su traducción de Rasselas, Príncipe de Abisinia. En él aborda la situación de la mujer en su época, denunciando la escasa educación que recibían, la desigualdad y la doble moral sexual que observaba en la sociedad.

Yo quisiera desde lo alto de algún monte donde fuera posible que me oyesen todas darles un consejo. Oid mujeres, les diría, no os apoquéis; vuestras almas son iguales a las del sexo que os quiere tiranizar: usad las luces que el Criador os dio: a vosotras, si quereis, se podrá deber la reforma de las costumbres que sin vosotras nunca llegar: respetaos vosotras mismas y os respetarán.

El texto está escrito en primera persona y este hecho sirve para apoyar sus argumentos ya que les da validez por su propia experiencia. En él ofrece una imagen de la familia lejos de la idealización de la literatura de la época. Comparte que la familia es una institución social y educativa base de la sociedad, pero en la que la mujer no tiene grandes expectativas de desarrollo y en la que su identidad y consideración social queda vinculada al matrimonio.
En su aportación feminista a través de este ensayo nos muestra la relación de las mujeres con el ámbito público en la España del siglo XVIII. A su vez, defiende para las mujeres el ejercicio de la razón, en un intento de hacerlas conocedoras de su propia capacidad intelectual y de su valía, tratando de mantener su confianza frente a la opinión masculina. Denuncia con firmeza las desigualdades sociales y los intereses que limitaban la capacidad de acción de las mujeres confinándolas a la vida familiar, mostrando especial preocupación por la educación de la mujer y el papel que ésta desempeñaba en la sociedad.
En cuanto a la educación, retoma el análisis hecho por Madame de Lambert, quien afirmaba que el mantener a las mujeres en la ignorancia escondía un claro propósito de dominio masculino, y nos habla de que la familia y el matrimonio no son las únicas vías para la realización de las mujeres. En este sentido, incita a las mujeres a encontrar la satisfacción emocional también en cosas como la lectura o el estudio.
Una crítica que resalta en Joyes es la relativa al doble rasero moral que proponía para hombres y mujeres exigencias muy distintas en cuestiones familiares, de opciones vitales, etc. y que supondría una importante aportación en un tema en que no indagaron otras intelectuales de la época. Exponía la situación de discriminación a la que estaban sometidas, abogando por un cambio en las costumbres y por una valoración igualitaria de las relaciones entre los sexos. En este texto exhorta a las mujeres a que asuman una autonomía intelectual, moral y sentimental en la que asentar su felicidad, y de ello nos surge su personalidad: lúcida, arriesgada, nada conformista con los modelos femeninos impuestos por el racionalismo ilustrado y la filosofía sentimental: las excelencias de la maternidad y la felicidad de la vida conyugal y doméstica.
La Apología se  inscribe en una larga tradición de debate sobre las mujeres. En 1726 el Padre Feijoo publicó la Defensa de las mujeres  que provocó una gran polémica y promovió una avalancha de textos sobre la naturaleza, la moral y la educación de las mujeres. La década de 1790 supuso una radicalización del discurso crítico y de las demandas de las mujeres por toda Europa. Sin embargo, como en otros escritos publicados en esos años como El discurso sobre la educación física y moral de las mujeres de Josefa Amar la aportación de Joyes trata  sobre todo de las desigualdades  de las mujeres en el ámbito privado y en los espacios sociales: familia, educación, relaciones amorosas y de sociabilidad, opinión o escritura.  Conocedora de las ideas ilustradas, es posible que Inés Joyes leyera a su contemporánea Mary Wollstonecraft y su Vindicación de los derechos de la mujer, y es por esto que pueden observarse ciertos rasgos de su obra en la Apología de las mujeres.
El eco que tuvo La apología en sus contemporáneos fue mínimo, al menos en letra impresa.  Aunque se anunció en prensa su aparición con dos anuncios en la Gaceta y el Diario de Madrid, no se reeditó hasta 2009. De hecho, posteriores traductores del Rasselas en 1813, 1831 y 1860 no la mencionaron.